# تريفور دافيد
تريفور دافيد (بالهولندية: Trevor David)‏ (28 يناير 1997 بفوربورخ في هولندا - ) هو لاعب كرة قدم هولندي في مركز الدفاع.

## روابط خارجية
- تريفور دافيد على موقع قاعدة بيانات كرة القدم.إي يو (الإنجليزية)
- تريفور دافيد على موقع Soccerway.com (الإنجليزية)
- تريفور دافيد على موقع عالم كرة القدم.نت (الإنجليزية)